# Il solco di pesca
Il solco di pesca è un film commedia erotica italiano del 1976 scritto e diretto da Maurizio Liverani.

## Trama
Davide è un fotografo ossessionato dalla religione e dal fondoschiena femminile, con uno zio cardinale che gli impartisce severe direttive morali e con una moglie dalla quale si sta definitivamente separando. Incontra la francese Viviane, il cui matrimonio è in crisi: ne diviene l'amante e inizia a frequentare la sua casa fino a quando il marito non scopre la tresca e caccia entrambi.
Viviane ha come domestica l'emiliana Tonina, originaria di Casalecchio, che desidera mantenere integra la propria verginità e perciò accetta solo rapporti anali. Quando Viviane se ne va di casa, la segue e si trasferisce anche lei da Davide. Quando Viviane va a vivere con Davide, in quest'ultimo si spegne il desiderio, mentre di Viviane s'innamora il suo massaggiatore. Alla fine, Viviane cede Tonina al massaggiatore che la libererà definitivamente del peso della verginità. Viviane però la licenzia e assume una nuova cameriera giapponese.